# DaVinci Resolve
DaVinci Resolve（ダビンチ・リゾルブ）はブラックマジックデザインが開発・頒布している低価格で使用できる統合型のポストプロダクションソフトウェアである。オフライン/オンライン動画編集、音声編集、2D/3Dデジタル合成、カラーコレクション/カラーグレーディング、メディア管理、映画用オーサリング、動画共有サイトへの投稿などが可能となっている。
DaVinci Resolve（ダビンチ・リゾルブ）は無料版と有料のStudio版が存在するが、無料版のソフトにライセンスキーを購入することで機能が追加される形になっている。アマチュアからプロフェッショナルまで広く普及しているが、現在ではよりアマチュア向けに開発を行なっている。
無料版は一部のコーデックやエフェクト、ネットワーク連携機能、VR動画/ステレオ3D動画向け機能、カメラトラッカーなどが省略されているものの、電子透かしは無く4K UHD/60fpsまでの映像製作が可能となっている。
Netflix Post Technology Allianceに参加しており、Netflix用コンテンツ作成で必要なIMF形式へのエクスポートに対応している。また、YouTubeへのハイダイナミックレンジ（HDR、高輝度幅）動画のオーサリングにも対応している。

## 概要
DaVinci Resolve（ダビンチ・リゾルブ）は元々カラーコレクションシステムの老舗として知られていた。2009年9月にDaVinci Resolveの開発元であったda Vinci Systems社をブラックマジックデザインが買収し、ブラックマジックデザインはそれに動画編集機能、デジタル合成機能などを組み込んで統合型のポストプロダクションソフトウェアへと転換させた。
DaVinci Resolveの特徴として、ノードツリー形式を採用していることや、パワーマスタリング機能によりVTRへの書き出しにレンダリング領域などを必要としない、リアルタイムのカラーグレーディングに対応していること（Resolve Live）などがある。
ポストプロダクション向けのオーディオ編集にも対応しているが、MIDIトラックは備えていない。

## ハードウェア
専用ハードウェアとして以下が存在する。
- DaVinci Resolve Advanced Panel / Mini Panel / Micro Panel - 大・中・小の三種類の操作パネルが用意されている。
- DaVinci Resolve Editor Keyboard - 編集向けのキーボード[14]。ジョグシャトルを備えている。
- Davinci Resolve Speed Editor - 編集に必要な特定のキーのみのデザインに、メタル削り出しのサーチダイヤルを搭載している。カットページ用にデザインされているがエディットページでもいくつかの機能は使用可能。
- Fairlight PCIe Audio Accelerator - オーディオ処理のアクセラレート用DSPであり、1,000トラックのオーディオ同時再生を可能とする[15]。
- Fairlight Console - オーディオ処理用のフィジカルコントローラー[15]であり、2ベイ、3ベイ、5ベイのものが存在する。

## プロジェクトサーバー
DaVinci Resolveではプロジェクト共有のためにオープンソースデータベースサーバーのPostgreSQLを使用することができる。有料のStudio版ではこのサーバーにより高度な共同作業が可能となる。DaVinci ResolveのインストーラーにはPostgreSQLが付属しているものの、標準ではインストールされないようになっている。
DaVinci Resolve 14.1以降、データベースを管理するためのソフトウェアとしてDaVinci Resolve Project Serverツールが付属している。

## Blackmagic Cloud
DaVinci Resolveではインターネットを介したプロジェクトの共同編集のために、Blackmagic Cloudのサービスを有償で提供している。プロジェクトサーバーの機能をクラウド上で提供している形となっており、ユーザーは特別にサーバーハードウェアを準備することなく、プロジェクトサーバーど同様の機能が利用が可能。
バージョン18から対応した機能ではあるが、2023年3月時点でもBETA版としての運用となっている。
編集情報を管理するデータベースの部分の共有するサービスなので、データの共有は別途必要。DropboxやGoogle Driveなどで共有して利用することを想定しており、Blackmagic Cloudを開始したタイミングで、これらファイルストレージサービスと同期が可能な専用のNAS「Blackmagic Cloud Store Pod」「Blackmagic Cloud Store Mini」「Blackmagic Cloud Store」の販売を開始しした。

## 歴史
DaVinci Resolveは1984年に設立されたda Vinci Systems社によって2005年にリリースされた。当時は、カラーコレクションシステムとして業界内では広く知られており、テレシネ設備の一部として、色の再現や演出に使われていた。
2009年にda Vinci Systems社がブラックマジックデザインに買収され、以後の開発・販売は同社によって行われている。
2010年9月に公開されたVersion 7.0では従来のLinuxに加えMacintosh向けのものも公開され、CPUやGPUの高性能化などのコンピュータ技術の進化により高度な作業が可能になったこと、ファイルベースの作業によりリアルタイム性能がさほど要求されなくなるなどの、ポストプロダクション環境の変化に対応するものだった。
Version11では、特に編集作業を強化し、自立したノンリニア編集ソフトウェアを目指しつつ、他の動画編集ソフトウェアとの連携機能を追加した。
Version14ではFairlightのオーディオ編集機能を取り込み、Version15ではBlackmagic Fusionの2D/3Dコンポジット（デジタル合成）、パーティクル、3Dテキスト、キーイング、ペイント、ロトスコープ機能を取り込んだ。
Version16ではカット編集に特化したページや動画投稿サイトへのアップロード機能、クリップ調整機能などが追加された。
2022年10月20日、Blackmagic Designは、DaVinci ResolveのiPadOSへの移植を発表し、iPad Proの12.9インチの画面を活用し、「スピードの新しい革新を導入することに焦点を当てた真のプロのエディター」になると述べた。デスクトップ版と異なり、iPad版では、DaVinci Resolve 18プロジェクトファイルとの互換性とBlackmagic Cloudを介したリアルタイムのコラボレーションを維持しながら、編集とカラー関連の機能のみを提供する。DaVinci Resolve for iPadは、2022年12月にAppleのApp Storeで無料アプリとしてリリースされた。DaVinci Resolve Studioへのアップグレード（アプリ内課金）は14,000円である（2024年1月時点）。
2024年11月13日、DaVinci Resolve 19.1で、Apple Vision Proでの空間写真・空間ビデオ編集に対応した。